# Rajd Manx International 1994
Rajd Manx International 1994 (32. Manx International Rally) – 32. edycja rajdu samochodowego Rajd Manx rozgrywanego w Wielkiej Brytanii. Rozgrywany był od 14 do 16 września 1994 roku. Była to czterdziesta runda Rajdowych Mistrzostw Europy w roku 1994 (rajd miał najwyższy współczynnik - 20) oraz piąta runda Rajdowych Mistrzostw Wielkiej Brytanii. Składał się z 33 odcinków specjalnych.

## Klasyfikacja rajdu
| Miejsce                       | Kierowca                     | Pilot                        | Samochód                        | Czas                         | Strata                       |                              |
| Klasyfikacja generalna i ERC  | Klasyfikacja generalna i ERC | Klasyfikacja generalna i ERC | Klasyfikacja generalna i ERC    | Klasyfikacja generalna i ERC | Klasyfikacja generalna i ERC | Klasyfikacja generalna i ERC |
| ----------------------------- | ---------------------------- | ---------------------------- | ------------------------------- | ---------------------------- | ---------------------------- | ---------------------------- |
| 1.                            | Malcolm Wilson               | Bryan Thomas                 | Ford Escort RS Cosworth         | 3:36:33                      | 0.0                          |                              |
| 2.                            | Kenny McKinstry              | Robbie Philpott              | Subaru Legacy RS                | 3:38:40                      | +2:07                        |                              |
| 3.                            | Dieter Depping               | Peter Thul                   | Ford Escort RS Cosworth         | 3:44:43                      | +8:10                        |                              |
| 4.                            | Martin Rowe                  | Chris Wood                   | Ford Escort RS Cosworth         | 3:51:01                      | +14:28                       |                              |
| 5.                            | David Llewellin              | Ian Grindrod                 | Vauxhall Astra GSI 16V          | 3:51:27                      | +14:54                       |                              |
| 6.                            | Stephen Finlay               | Campbell Roy                 | Ford Escort RS Cosworth         | 3:51:31                      | +14:58                       |                              |
| 7.                            | Frank Meagher                | Pat Moloughney               | Ford Escort RS Cosworth         | 3:54:41                      | +18:08                       |                              |
| 8.                            | Mark Higgins                 | Cliff Simmons                | Honda Civic VTi (EG6)           | 3:57:25                      | +20:52                       |                              |
| 9.                            | Mark Lovell                  | Duncan McMath                | Toyota Celica Turbo 4WD (ST185) | 3:57:26                      | +20:53                       |                              |
| 10.                           | Philip Young                 | Gordon Noble                 | Ford Escort RS Cosworth         | 4:02:23                      | +25:50                       |                              |
| Mistrzostwa Wielkiej Brytanii |                              |                              |                                 |                              |                              |                              |
| 1.                            | Malcolm Wilson               | Bryan Thomas                 | Ford Escort RS Cosworth         | 3:36:33                      | 0.0                          |                              |
| 2.                            | Martin Rowe                  | Chris Wood                   | Ford Escort RS Cosworth         | 3:51:01                      | +14:28                       |                              |
| 3.                            | David Llewellin              | Ian Grindrod                 | Vauxhall Astra GSI 16V          | 3:51:27                      | +14:54                       |                              |
| 4.                            | Stephen Finlay               | Campbell Roy                 | Ford Escort RS Cosworth         | 3:51:31                      | +14:58                       |                              |
| 5.                            | Mark Higgins                 | Cliff Simmons                | Honda Civic VTi (EG6)           | 3:57:25                      | +20:52                       |                              |
| 6.                            | Philip Young                 | Gordon Noble                 | Ford Escort RS Cosworth         | 4:02:23                      | +25:50                       |                              |